# Georges Ville
Georges Ville war eine französische Automarke.

## Unternehmensgeschichte
Das Unternehmen Société d’Industrie Mécanique aus Paris begann 1904 unter Leitung von Georges Ville mit der Produktion von Automobilen, die als Georges Ville vermarktet wurden. Außerdem wurden Fahrzeuge für Crosville Motor Company entwickelt. Etwa 1909 endete die Produktion.

## Fahrzeuge
Angeboten wurden die Modelle 15 CV und 30 CV mit Vierzylindermotoren und Zweiganggetrieben.